# Internet au Japon

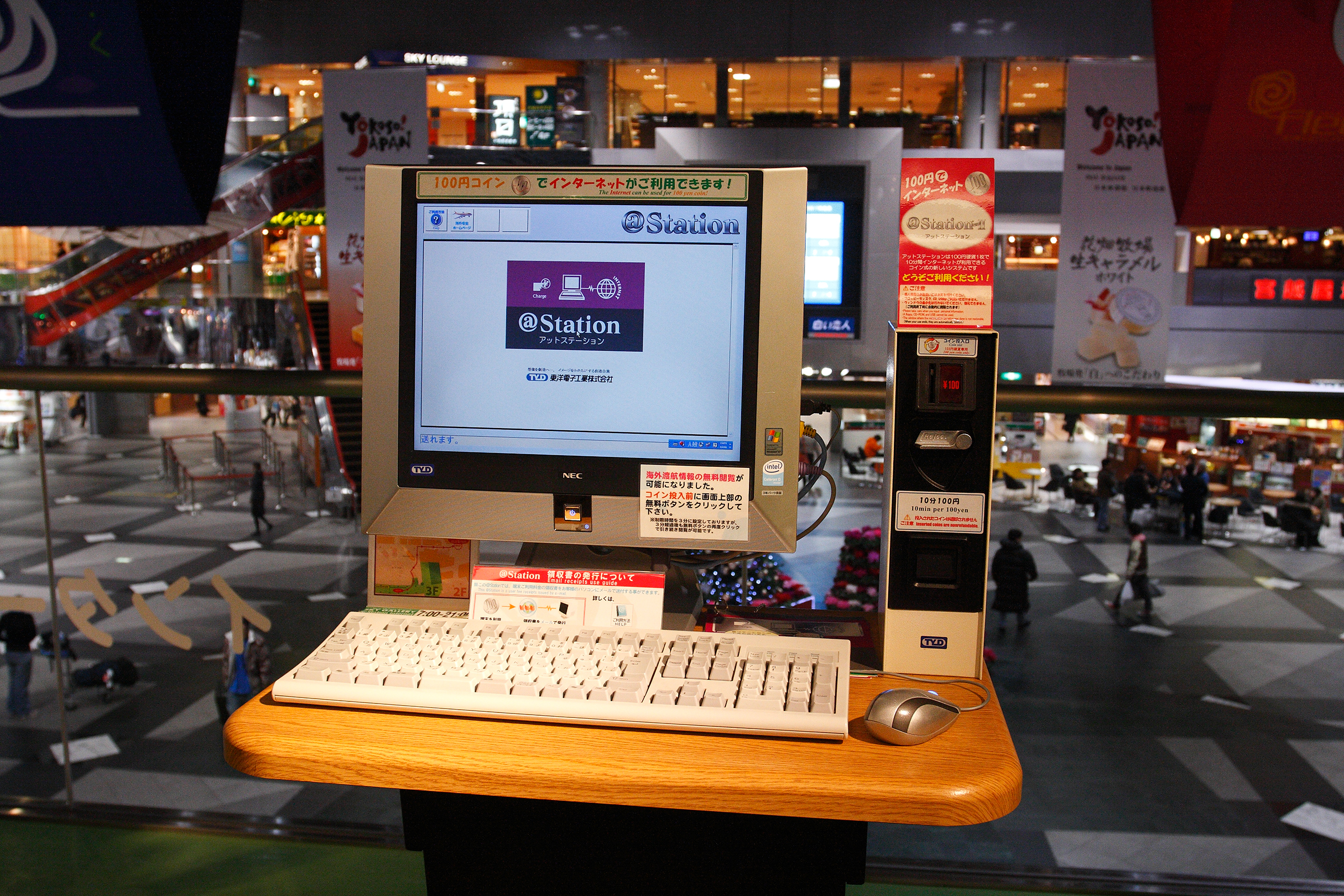
Terminal Internet en libre service

En 2012, 79 % des Japonais sont des utilisateurs d'Internet. Des ménages japonais ont accès à Internet, dont plus de la moitié d'entre eux utilisant le haut-débit (13,6 millions d'utilisateurs en mars 2005). Les connexions à haut débit sont la norme au Japon, et beaucoup de compagnies offrent des vitesses de connexion allant jusqu'à un gigaoctet par seconde. Le Japon est le premier pays à recevoir la 5G. 

## Noms de domaines
Au Japon, le Japan Registry Services est responsable de la gestion des noms de domaine point-jp. En septembre 2013, 1 345 966 sites utilisaient des noms de domaine en .jp.

## Fournisseurs d'accès à Internet
Nippon Telegraph and Telephone a été la première entreprise à proposer des abonnements Internet à la fin des années 1990 (RNIS 64 kbit/s). En 2001, SoftBank perce le marché en proposant des abonnements pour seulement 3 000 yens par mois (30 dollars), soit deux fois moins cher que les autres FAI, avec des vitesses allant jusqu'à 12 Mbit/s.